# 南湖駅 (重慶市)
南湖駅（なんこえき）は、中華人民共和国重慶市南岸区海峡路と大石路交差点に位置する重慶軌道交通環状線と10号線の駅である。

## 歴史
- 2018年12月28日：環状線の駅として開業[1]。
- 2023年11月30日：10号線の開業により乗換駅となる[2]。

## 駅構造
両線共に島式ホーム1面2線の地下駅。

## 駅周辺
- メトロ (小売業)
- 時珍佳苑
- 金山花園

## 隣の駅
重慶軌道交通
■ 環状線
四公里駅 (環/25) - 南湖駅 (環/26) - 海峡路駅 (環/27)
■ 10号線
快速
通過
一般
蘭花路駅 (10/01) - 南湖駅 (10/02) - 万寿路駅 (10/03)